# Розділовий сейм

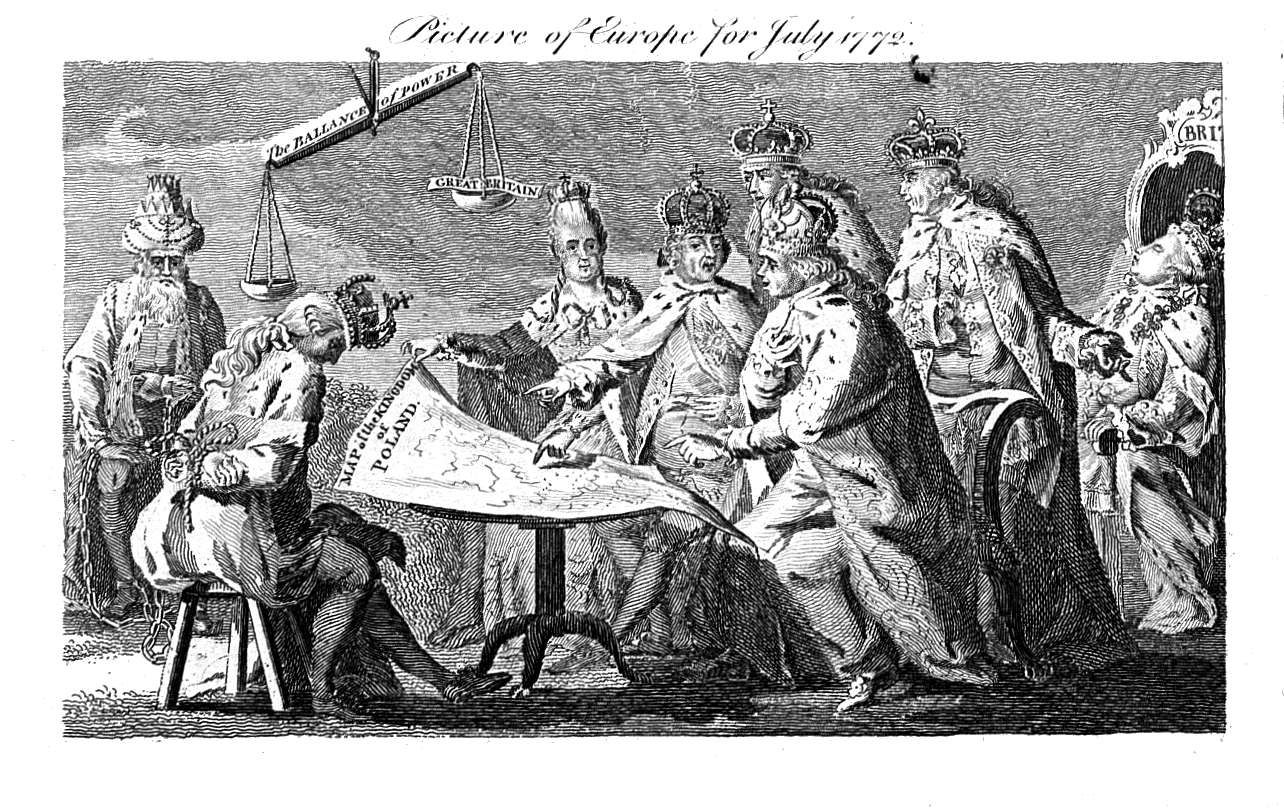
Картина Європи за липень 1772 року, сатирична британська гравюра

Розділовий сейм (пол. Sejm Rozbiorowy) — сейм Речі Посполитої з 1773 по 1775 рік, що був скликаний трьома її сусідами (Російською імперією, Пруссією та Австрією) з метою легалізації їх Першого поділу Речі Посполитої. У перші дні сесії цей Сейм був місцем знаменитого жесту протесту Тадеуша Рейтана проти поділу. Сейм також ухвалив інші закони, зокрема заснував Постійну раду та Едукаційну комісію. Також були підтверджені Кардинальні закони.
Нове законодавство було гарантоване Російською імперією, що давало їй ще один привід втручатися в політику Речі Посполитої, якщо законодавство, якому вона надавала перевагу, буде змінено. Росія була найбільш рішуче налаштована сформувати Постійну раду, яку вона розглядала як додатковий засіб контролю над Річчю Посполитою.
Створення Комісії національної освіти, першого в Речі Посполитій та Європі міністерства освіти, вважається найбільшим і найконструктивнішим досягненням Сейму часів поділів, яке в інших випадках часто зневажають.

## Фон

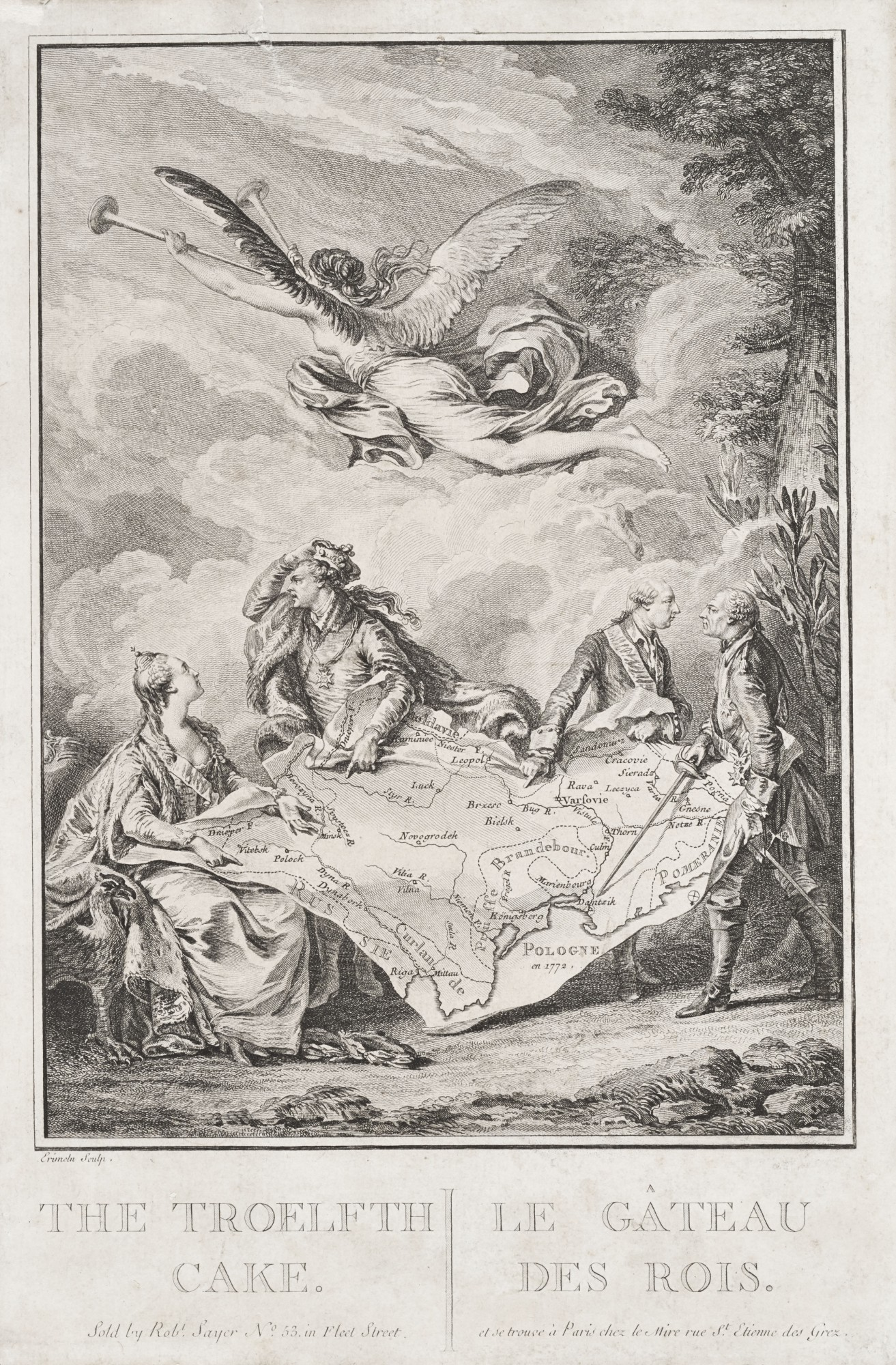
Трофейний торт, французька алегорія 1773 року Жана-Мішеля Моро ле Жена про Перший поділ Речі Посполитої

На початку XVIII століть Річ Посполита була знижена від статусу великої європейської держави до статусу російського протекторату (або держави-васала чи сателіта). Російські царі фактично обирали польсько-литовських монархів за допомогою «вільних виборів» і вирішували результати значної частини внутрішньої політики Речі Посполитої. Рєпнінський сейм, наприклад, був названий на честь російського посла, який неофіційно головував на засіданні.
Розділовий сейм і Перший поділ відбулися після зміни балансу сил у Європі, коли перемога Росії над османами в російсько-турецькій війні (1768—1774) зміцнила Росію та поставили під загрозу інтереси Габсбургів у цьому регіоні (зокрема в Молдові та Валахії). У той момент Габсбурзька Австрія розглядала можливість ведення війни проти Росії.
Пруссія, дружня як до Росії, так і до Австрії, запропонувала серію територіальних змін, за якими Австрія отримала б компенсацію за частини прусської Сілезії, а Пруссія, у свою чергу, отримала б польську Ермландію (Вармію) і частини Королівської Пруссії, польського феоду під гегемонією балтійських німців. Король Пруссії Фрідріх II не мав наміру відмовлятися від Сілезії, нещодавно здобутої в Сілезьких війнах. Однак він також був зацікавлений у пошуку мирного рішення – його союз із Росією втягнув би його в потенційну війну з Австрією, а Семирічна війна залишила скарбницю Пруссії спустошеною, а армію — ослабленою. Він також був зацікавлений у захисті слабшої Османської імперії, яку можна було б вигідно використати в разі війни Пруссії з Росією чи Австрією. Брат Фрідріха, принц Генріх, як представник прусського двору провів зиму 1770—1771 років в Санкт-Петербурзі. Оскільки 1769 року Австрія анексувала 13 міст в угорському регіоні Спиш (порушивши Любовнянський договір), російська цариця Катерина II та її радник генерал Іван Чернишов запропонували Генріху, щоб Пруссія претендувала на деякі польські землі, такі як Ермланд. Після того, як Генріх повідомив Фрідріху про цю пропозицію, прусський монарх запропонував розділ польських прикордонних територій між Австрією, Пруссією та Росією, причому найбільша частка дісталася стороні, найбільш ослабленій нещодавніми змінами у балансі сил, Австрії. Таким чином Фрідріх намагався заохотити Росію спрямувати свою експансію на слабку та недієздатну Рій Посполиту замість Османської імперії. Австрійський державний діяч Венцель Антон фон Кауніц-Ритберг запропонував, щоб Пруссія відібрала землі у Речі Посполитої в обмін на віддачу Сілезії Австрії, але цей план був відхилений Фрідріхом.
Хоча протягом кількох десятиліть (з часів Німого сейму) Росія вважала слабку Річ Посполиту своїм власним протекторатом, Річ Посполита також була спустошена громадянською війною, у якій сили Барської конфедерації намагалися порушити російський контроль над країною. Недавнє селянсько-козацьке повстання Коліївщини в Україні також послабило позиції Речі Посполитої. Крім того, польський король Станіслав-Август Понятовський, якого підтримувала Росія, вважався одночасно слабким і занадто незалежним; зрештою російська сторона вирішила, що корисність Речі Посполитої як протекторату зменшилася. Три держави офіційно виправдовували свої дії як компенсацію за боротьбу з неспокійним сусідом і наведення порядку в Речі Посполитій за допомогою військової інтервенції (Барська конфедерація надала зручний привід); насправді всі три були зацікавлені в територіальних здобутках

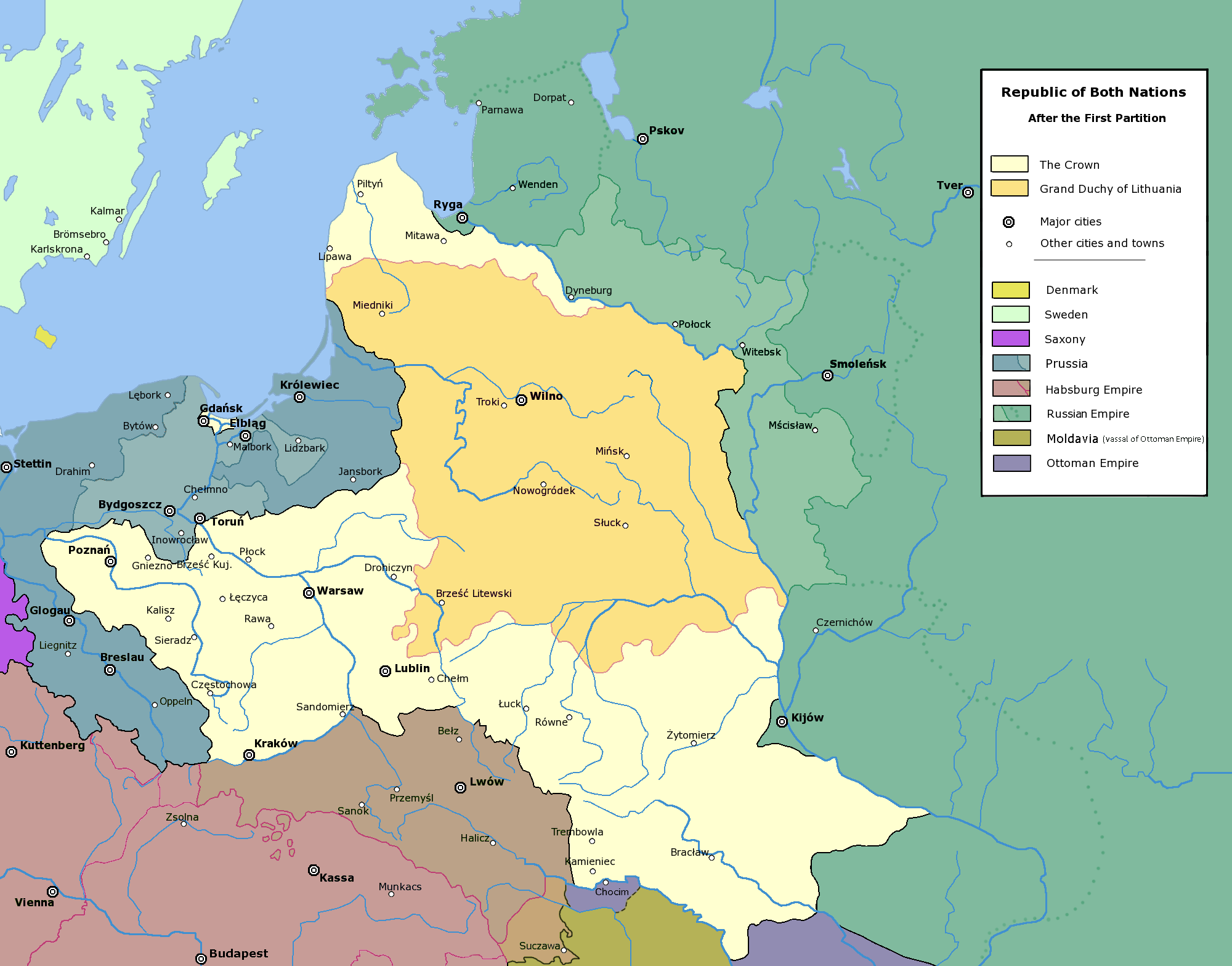
Перший поділ Речі Посполитої (1772)

Після того, як Росія окупувала Дунайські князівства, Генріх переконав Фрідріха та ерцгерцогиню Марію Терезію Австрійську, що замість того, щоб Росія відбирала землі в Османів, рівновагу сил підтримуватиме тристоронній поділ Речі Посполитої. Під тиском Пруссії, яка тривалий час хотіла анексувати північну польську провінцію Королівську Пруссію, три держави домовилися про перший поділ Речі Посполитої. Це було запропоновано під загрозою можливого австро-османського союзу. Однак Австрія висунула лише символічні заперечення, які натомість воліли б отримати більше територій Османської імперії на Балканах, регіоні, який протягом тривалого часу прагнули Габсбурги. Росіяни також відступили з Молдавії подалі від австрійського кордону. Спроба Барських конфедератів викрасти короля Понятовського 3 листопада 1771 року дала трьом дворам привід продемонструвати «польську анархію» та необхідність сусідів втрутитись і «врятувати» країну та її громадян.
Вже до 1769-71 років і Австрія, і Пруссія анексували деякі прикордонні території, що належали Речі Посполитій. 19 лютого 1772 року у Відні було підписано угоду про поділ. Попередня угода між Пруссією та Росією була укладена в Санкт-Петербурзі 6 лютого 1772 року. На початку серпня російські, прусські та австрійські війська одночасно увійшли на територію Речі Посполитої і зайняли узгоджені між собою провінції. 5 серпня три сторони підписали договір про свої територіальні надбання за рахунок Речі Посполитої. 22 вересня 1772 року договір про поділ був ратифікований сторонами, що його підписалиref name="Corwin"/>.
Після окупації своїх територій три держави-поділи вимагали від короля Понятовського та сейму схвалення їхньої дії. Король звернувся по допомогу до народів Західної Європи і зволікав зі скликанням сейму. Європейські держави до поділу поставилися байдуже; лише кілька голосів, зокрема, Едмунд Берк, виступили з протестом.
Поки король і сенат Речі Посполитої обговорювали напрямок дій, терпець іноземних держав закінчувався. Зрештою, один із найвидатніших противників згоди на іноземні вимоги, єпископ Адам Станіслав Красінський, був викрадений козаками та перевезений до Варшави, де щоб ратифікувати поділ іноземні посли вимагали від короля та сенату скликати сейм (увесь польський парламент). Іншою ознакою їхнього впливу стало те, що на наступному засіданні сенату сенаторам із анексованих територій було відмовлено в участі (до цих відмов у участі входили єпископ Інфлянтський, воєвода Руський і воєвода Вітебський). Коли допомоги не було, а армії об'єднаних держав зайняли Варшаву, щоб силою зброї змусити скликати збори, не було іншого виходу, крім пасивного підкорення їхній волі. Варшава де-факто була гарнізоном іноземних держав, їхніми військами командував австрійський (або російський, джерела відрізняються) генерал Абрам Романій (Авраам). 19 квітня Сенат погодився скликати сейм.

## Підготовка
Підготовка до сейму була непростою. Проти цього виступили єпископи Красінський і Каєтан Солтик. Щонайменше 32 сеймики (крайові парламенти), які мали обирати до нього депутатів, були зірвані. Зрештою до Варшави прибуло менше половини штатної кількості представників — лише близько 102—111 (джерела відрізняються) депутатів, найменша кількість в історії Речі Посполитої, де до них приєдналися приблизно 36 сенаторів і міністрів. Більшість депутатів від Великого князівства Литовського на цей сейм не прибула.
Росію представляв Отто-Магнус фон Штакельберг, Пруссію — Гедеон Бенуа, Австрію — Карл Ревіцький.

## Договір про розділ

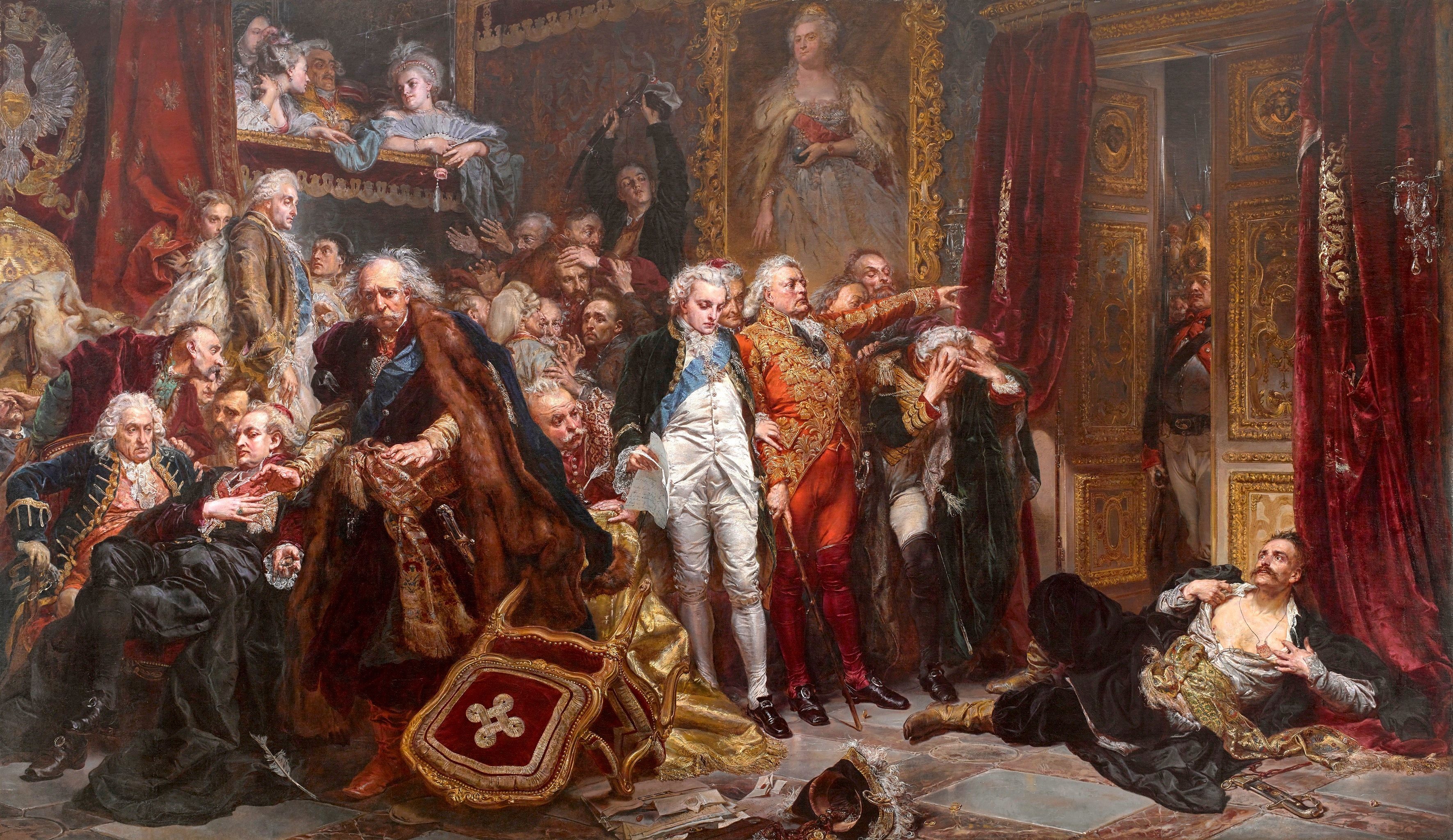
Протест Тадеуша Рейтана проти договору про поділ увічнив на картині Яна Матейка.

Сейм розпочався 19 квітня (хоча деякі попередні обговорення відбулися днями раніше). Він відбувся у Варшаві, і депутати та сенатори на службі іноземних держав оголосили його конфедеративним сеймом (з рішеннями, ухваленими більшістю), щоб запобігти ліберум вето (право будь-якого депутата змусити негайно припинити поточну сесію та анулювати будь-яку законодавство, яке вже було прийнято), щоб зупинити це. Маршалками сейму були Адам Понінський, один із шляхтичів на російській службі, від Корони Польської, та Михайло Єронім Радзивілл від Великого князівства Литовського. Принаймні половина депутатів була підкуплена іноземними державами, а іншим погрожували. Деякі депутати (Тадеуш Рейтан, Самуель Корсак, Станіслав Богушевич, Францішек Єржмановський, Станіслав Кожуховський, Руперт Дунін, Ян Тимовський, Я. Заремба, Міхал Радошевський, Ігнацій Сучецький, Тадеуш Володкович) намагалися протестувати, що спричинило затримки. З-поміж них жест Рейтана — під час якого він нібито замкнув двері, розірвав сорочку та попросив інших депутатів убити його, а не Батьківщину — став широко відомим і був увічнений на картині Яна Матейка. До 24 квітня кілька гучних опонентів, таких як Рейтан, програли, до конфедерації приєднався король, а сейм обрав комісію з тридцяти осіб для розгляду різноманітних питань (головним чином вимоги учасників поділу, а також деякі реформи до уряд). Комітет мав обговорюватись до вересня, а решту сейму тим часом перервали.
Попри деякі протести, 18 вересня 1773 р. Комітет офіційно підписав договір про цесію, відмовляючись від усіх претензій Речі Посполитої на окуповані території. 30 вересня 1773 р. Сейм прийняв розділовий договір. За першим поділом Річ Посполита втратила близько 211 тис. км² (30 % її території, що становило на той час близько 733 тис. км²), з населенням понад чотири-п'ять мільйонів осіб (приблизно третина його населення в 14 мільйонів до поділу). Договір став великим успіхом для Фрідріха II Прусського: частка Пруссії, можливо, була найменшою, але вона також була значно розвиненою та стратегічно важливою. Росія отримала найбільшу, але економічно найменш важливу територію на північному сході.
Серед відомих прихильників поділу, окрім Понінського, були Міхал Ієронім Радзивілл та єпископи Анджей Миколай Млодзейовський, Ігнацій Якуб Массальський та примас Польщі Антоні Казімеж Островський, які обіймали високі посади в Сенаті Речі Посполитої.
Сенаторам, які протестували, погрожували росіяни (в особі посла Отто фон Штакельберга), які заявили, що в разі відмови вся столиця Варшава буде знищена. Серед інших погроз були розстріли, конфіскація маєтків, збільшення території, що підлягала поділу. Деякі сенатори були заарештовані і заслані до Сибіру.

## Інше законодавство
Держави, що розділили Річ Посполиту (зокрема, Росія), вимагали від сейму подальших реформ з метою посилення своєї влади над Річчю Посполитою. Першій комісії було дозволено працювати до січня 1774 року, продовживши роботу сейму, який знову було відкладено. За цей час комісія не встигла внести свої зміни, тому їй дозволили продовжити роботу ще раз; зрештою, таких продовжень було сім.
Кардинальні закони, квазі-конституція, яка підтримує більшість консервативних законів, відповідальних за неефективне функціонування Співдружності, були підтверджені та гарантовані повноваженнями поділу. Сейм також продовжував приймати закони, які зменшували у Речі Посполитій віротерпимість. Пасивні виборчі права православних, східних католиків і протестантів були обмежені, обмеження обмежувало кількість не католицьких депутатів сейму трьома (один від Великопольщі, один від Малопольщі та один від Великого князівства Литовського). Їм також заборонялося обиратися до сенату чи міністерських посад.
Королівська влада була обмежена, оскільки король втратив право надавати титули та посади військовим офіцерам, міністрам і сенаторам, а також староства територій для коронних земель, більшість з яких надавалась на аукціоні. Натомість король отримав у особисте володіння чотири староства. Було підтверджено королівські (вільні) вибори з умовою, що майбутні королі повинні були походити з польської шляхти, а сини та онуки будь-якого короля не можуть успадкувати його на троні, доки двоє інших осіб його не займатимуть.
Між Річчю Посполитою та Пруссією було підписано невигідний для Речі Посполитої торговий договір. Поділ відрізав вихід Речі Посполитої до Балтійського моря, і держава не мала іншого вибору, як прийняти високі мита, встановлені Пруссією.
Сейм також створив дві відомі інституції: Постійну раду, головний урядовий орган, який постійно діяв, і Комісію національної освіти. За задумом подільників Рада була інституцією, яку легше контролювати, ніж непокірні сейми, і справді вона залишалася під впливом Російської імперії. Проте, це було значним покращенням в управлінні Річчю Посполитою. Рада з комітетами (міністерствами) закордонних справ, казначейства, оборони, юстиції та внутрішніх справ (поліції) могла тлумачити існуючі закони у сфері управління і забезпечила Річ Посполиту безперервним керівним органом, який діяв у період між сеймами і на який не впливало право liberum veto. Постійна рада очолювалася королем, складалася з 36 обраних членів, по половині від кожної палати Сейму, і приймала рішення більшістю голосів (у разі рівного розподілу голосів король приймав рішення). Раніше впливові міністри були поставлені під контроль нової Ради і перебували під наглядом п'яти паралельних департаментів Ради. Рада, на додаток до своїх адміністративних обов'язків, представляла королю трьох кандидатів на кожну номінацію до Сенату та інших головних посад.
Інший тип новоствореного міністерства (центральна державна установа колегіальної структури) — Комісія народної освіти — була однією з трьох Великих комісій (дві інші — для скарбниці та армії). Він заволодів багатьма володіннями нещодавно розпущеного ордену єзуїтів,[b] і став першим міністерством освіти в Європі. Таким чином, його створення повсюдно сприймається як найбільш горде та найконструктивніше досягнення Розділового сейму, який інакше оскаржується. Було також реформовано фіскальну політику: було запроваджено один податок і знову запроваджено тарифи. Військову реформу було проведено, гетьмани стали більш відповідальними перед сеймом. Чисельність армії було наказано збільшити до 30 000 (цієї мети не було досягнуто). Шляхті було офіційно дозволено займатися торгівлею та ремеслами (раніше заняття «міськими» професіями ризикувало втратою шляхетського стану). Говорилося про жорстокість кріпацтва, але суттєвих реформ у цій галузі проведено не було.
Нове законодавство було гарантовано Російською імперією, що дало їй ще один привід для втручання в політику Речі Посполитої у разі зміни цього законодавства.
Корупція була шаленою. Депутати нагороджували себе різними староствами та іншими привілеями. Були укладені різні шахрайські угоди, які спрямовували кошти, призначені для державних установ, таких як Комісія національної освіти, до кишень депутатів та їхніх союзників.
Комісія завершила свої обговорення 27 березня 1775 року. Сейм відновив роботу, приймаючи різні нові акти, і остаточно завершив свою роботу 11 квітня 1775 р..

## Виноски
a^ На картині видно, як правителі трьох країн, які брали участь у поділі, розривають карту Польщі. Зовнішні фігури, які вимагають своєї частки, — це Катерина II Російська та Фрідріх II Прусський. Внутрішня фігура праворуч — імператор Габсбургів Йосиф II, який, здається, соромиться свого вчинку (хоча насправді він був радше прихильником поділу, а його мати, Марія Терезія, критикувала поділ). Ліворуч від нього зображений обложений польський король Станіслав Август Понятовський, якому важко тримати корону на голові. Над сценою ангел миру сурмить новиною про те, що цивілізовані правителі XVIII століття виконали свою місію, уникнувши війни. Малюнок отримав сумну популярність у тогочасній Європі, його розповсюдження було заборонено в кількох європейських країнах.
b^ Папська булла Dominus ac Redemptor 1773 року наказала придушити єзуїтів.